# No Ma’am
Die Gruppierung No Ma'am ist eine Spaßfraktion innerhalb der Österreichischen Hochschülerschaft.

## Geschichte
Laut ihrer Selbstdarstellung wurde die Fraktion 1997 nach einer Konfrontation mit der Frauenreferentin der ÖH an der Universität Linz gegründet, die einem der Gründungsmitglieder aufgrund einer T-Shirt-Aufschrift die Bewirtung bei einem Mensafest verweigerte. Die betreffende T-Shirt-Aufschrift bezog sich auf eine fiktive frauenfeindliche Organisation in der Fernsehserie Eine schrecklich nette Familie. Bei den ÖH-Wahlen 2013 erreichte die Fraktion erstmals ein Mandat in der Bundesvertretung der ÖH. Als Koalitionspartner der über sieben Mandate verfügenden AG stellte sie ab Juni 2013 mit Nikolaus Doppelhammer den stellvertretenden ÖH-Vorsitzenden der Universität Linz.

## Politische Positionierung
Die Fraktion hat laut eigenen Angaben keine universitätspolitischen Positionen. Ihre Hauptaufgabe sieht die Liste darin, für das leibliche Wohl und den Spaß der Studenten, etwa durch Veranstaltung von diversen Partyevents, zu sorgen.

## Wahlergebnisse
| Wahlergebnisse an der Universität Linz.                            | Wahlergebnisse an der Universität Linz. | Wahlergebnisse an der Universität Linz. | Wahlergebnisse an der Universität Linz. |
| Jahr                                                               | Wahlergebnis                            | UV-Mandate                              | BV-Mandate                              |
| ------------------------------------------------------------------ | --------------------------------------- | --------------------------------------- | --------------------------------------- |
| 2021                                                               | 17,07 %                                 | 3                                       | -                                       |
| 2019                                                               | 11,21 %                                 | 2                                       | 0                                       |
| 2017                                                               | 14,84 %                                 | 2                                       | 1                                       |
| 2015                                                               | 11,60 %                                 | 2                                       | -                                       |
| 2013                                                               | 13,69 %                                 | 2                                       | 1                                       |
| 2011                                                               | 11,05 %                                 | 2                                       | 0                                       |
| 2009                                                               | 8,22 %                                  | 1                                       | 0                                       |
| 2007                                                               | 9,63 %                                  | 1                                       | 0                                       |
| 2005                                                               | 11,7 %                                  | 1                                       | 0                                       |
| 2003                                                               | 8,86 %                                  | 1                                       | -                                       |
| 2001                                                               |                                         |                                         | -                                       |
| 1999                                                               |                                         |                                         | -                                       |
| 1997                                                               |                                         |                                         | -                                       |
| Von 2005 bis 2013 wurde die Bundesvertretung nicht direkt gewählt. |                                         |                                         |                                         |